# ساربروكن
ساربروكن مدينة ألمانية وعاصمة ولاية سارلاند. يعني اسم المدينة بالألمانية (جسور فوق نهر السار).
تقع المدينة في أقصى غرب ألمانيا على الحدود مع فرنسا وقرب الحدود مع لوكسمبورغ وبلجيكا.
من معالمها الأثرية جسر حجري فوق نهر السار من القرن السادس عشر وكنيسة القديس أرنوال القوطية وقلعة ساربروكر (Saarbrücker Schloss) التي تعود إلى القرن الثامن عشر.
عرفت كذلك بجامعتها المسماة جامعة سارلاند, بحرمها الجامعي في مدينة ساربروكن، وبه تقريبا كافة الاختصاصات من هندسة وكيمياء وصيدلة وبيلوجيا وآداب، أما الحرم الجامعي الثاني فهو بمدينة هومبورج خاص بطلبة الطب وطب الأسنان وجزء من أقسام الصيدلة. تضم المدينة الكثير من جنسيات العالم، كما تحتوي على عدد كبير من الجالية العربية، وبها الجمعية الإسلامية بالسارلاند.

## المناخ
يظهر الجدول التالي التغييرات المناخية على مدار السنة لساربروكن:
| البيانات المناخية لـساربروكن                                        | البيانات المناخية لـساربروكن | البيانات المناخية لـساربروكن | البيانات المناخية لـساربروكن | البيانات المناخية لـساربروكن | البيانات المناخية لـساربروكن | البيانات المناخية لـساربروكن | البيانات المناخية لـساربروكن | البيانات المناخية لـساربروكن | البيانات المناخية لـساربروكن | البيانات المناخية لـساربروكن | البيانات المناخية لـساربروكن | البيانات المناخية لـساربروكن | البيانات المناخية لـساربروكن |
| الشهر                                                               | يناير                        | فبراير                       | مارس                         | أبريل                        | مايو                         | يونيو                        | يوليو                        | أغسطس                        | سبتمبر                       | أكتوبر                       | نوفمبر                       | ديسمبر                       | المعدل السنوي                |
| ------------------------------------------------------------------- | ---------------------------- | ---------------------------- | ---------------------------- | ---------------------------- | ---------------------------- | ---------------------------- | ---------------------------- | ---------------------------- | ---------------------------- | ---------------------------- | ---------------------------- | ---------------------------- | ---------------------------- |
| متوسط درجة الحرارة الكبرى °م (°ف)                                   | 2.6 (36.7)                   | 4.6 (40.3)                   | 8.5 (47.3)                   | 12.7 (54.9)                  | 19.2 (66.6)                  | 20.2 (68.4)                  | 25.0 (77.0)                  | 25.7 (78.3)                  | 19.8 (67.6)                  | 13.5 (56.3)                  | 7.1 (44.8)                   | 3.6 (38.5)                   | 12.8 (55.0)                  |
| متوسط درجة الحرارة الصغرى °م (°ف)                                   | −2.0 (28.4)                  | −1.3 (29.7)                  | 1.1 (34.0)                   | 3.9 (39.0)                   | 7.8 (46.0)                   | 10.8 (51.4)                  | 12.5 (54.5)                  | 12.4 (54.3)                  | 9.8 (49.6)                   | 6.2 (43.2)                   | 1.6 (34.9)                   | −1.0 (30.2)                  | 5.2 (41.4)                   |
| الهطول مم (إنش)                                                     | 69 (2.7)                     | 59 (2.3)                     | 66 (2.6)                     | 60 (2.4)                     | 81 (3.2)                     | 83 (3.3)                     | 72 (2.8)                     | 73 (2.9)                     | 62 (2.4)                     | 71 (2.8)                     | 84 (3.3)                     | 83 (3.3)                     | 863 (34.0)                   |
| متوسط أيام هطول الأمطار                                             | 13                           | 10                           | 12                           | 11                           | 12                           | 11                           | 9                            | 10                           | 9                            | 10                           | 12                           | 12                           | 130                          |
| متوسط الأيام الممطرة                                                | 12.2                         | 9.8                          | 11.3                         | 10.0                         | 11.0                         | 11.3                         | 9.3                          | 8.5                          | 9.4                          | 11.2                         | 11.7                         | 12.7                         | 128.4                        |
| متوسط الرطوبة النسبية (%)                                           | 88                           | 83                           | 77                           | 71                           | 71                           | 72                           | 70                           | 73                           | 78                           | 84                           | 87                           | 88                           | 79                           |
| ساعات سطوع الشمس الشهرية                                            | 44                           | 77                           | 119                          | 171                          | 201                          | 214                          | 234                          | 212                          | 153                          | 100                          | 48                           | 34                           | 1٬607                        |
| المصدر #1: Wetterkontor                                             |                              |                              |                              |                              |                              |                              |                              |                              |                              |                              |                              |                              |                              |
| المصدر #2: Deutscher Wetterdienst World Weather Information Service |                              |                              |                              |                              |                              |                              |                              |                              |                              |                              |                              |                              |                              |

## توأمة
لساربروكن اتفاقيات توأمة مع كل من:
- نانت
- كوتبوس (1987 - )
- سبوتورنو
- باماكو
- وارسو
- تبليسي
- ملطية

## أعلام
- فيرنر تساير
- هاينريش فيلش
- غيرهارد شرودر
- غونتر هيرمان
- يوناس هكتور
- إيغون راينرت
- نوربرت برينكمان
- كلوديا كوده-كيليش
- نيكول
- ساندرا